# Jacarepaguá
Jacarepaguá é um bairro da Zona Oeste do município do Rio de Janeiro, no Brasil. Localiza-se na Baixada de Jacarepaguá, entre o Maciço da Tijuca e o Parque Estadual da Pedra Branca, na margem norte das lagoas de Jacarepaguá e Tijuca. O ponto culminante do município, o Pico da Pedra Branca, se localiza no seu limite com o bairro de Vargem Grande. É atualmente o sexto maior bairro do município, passando por um forte processo de gentrificação e urbanização.

## Topônimo
"Jacarepaguá" é um termo tupi, que significa "enseada do lugar dos jacarés", através da junção dos termos îakaré (jacaré), paba (lugar) e kûá (enseada).

## História
Com a colonização portuguesa, nada mudou até o fim do século XVIII, quando ocorreu a divisão do vale em fazendas. No fim do século XIX, começou o processo de aterramento de pântanos e re-divisão em chácaras, que ocorreu lentamente e se manteve até os anos 1960. O bairro já foi o primeiro e o segundo maior da cidade, pois importantes áreas, do que sempre se entendeu historicamente como a parte principal de Jacarepaguá, com o tempo foram gradualmente se desmembrando e tornando-se bairros próprios.
Em 1981, o prefeito Júlio Coutinho separou a parte litorânea com os bairros da Barra da Tijuca e do Recreio dos Bandeirantes, deixando Jacarepagua ainda toda a parte do vale atrás das lagoas, tornardo-se o maior bairro da cidade depois de Campo Grande. 12 anos depois, em 1993, o prefeito César Maia separou outros dez núcleos urbanos como bairros próprios: Anil, Curicica, Cidade de Deus, Freguesia de Jacarepaguá, Gardênia Azul, Pechincha, Praça Seca, Tanque e Taquara. No entanto, bairros como Curicica, Taquara (Rio de Janeiro), Pechincha (Jacarepaguá) e Freguesia (Jacarepaguá) ainda são considerados como parte de Jacarepaguá pela população. Hoje, esses bairros junto com Vila Valqueire e o próprio Jacarepaguá, fazem parte da região administrativa de Jacarepaguá.

## Geografia
Geograficamente faz limite com os bairros de Itanhangá, Barra Olímpica, Barra da Tijuca, Camorim, Vargem Pequena, Pechincha, Taquara, Curicica, Cidade de Deus, Gardênia Azul, Anil e Freguesia de Jacarepaguá; apenas na zona oeste; além de Senador Camará, Bangu, Realengo e Campo Grande separados pelo Parque Estadual da Pedra Branca; e ainda Água Santa, Engenho de Dentro, Lins de Vasconcelos, Grajaú e Alto da Boa Vista na Zona Norte, porém de fato são separados pela Floresta da Tijuca.
Segundo dados do Instituto Nacional de Meteorologia (INMET), referentes ao período de 1961 a 1977, a menor temperatura registrada em Jacarepaguá foi de 8 °C em 26 de agosto de 1966, e a maior atingiu 40 ºC em janeiro de 1969, nos dias 1 e 8 daquele mês. A maior precipitação em 24 horas foi de 180,9 mm em 20 de fevereiro de 1967. Outros grandes acumulados foram 110,2 mm em 28 de dezembro de 1962, 108,2 mm em 27 de janeiro de 1962 e 101,5 mm em 27 de março de 1966.
| Dados climatológicos para Jacarepaguá | Dados climatológicos para Jacarepaguá | Dados climatológicos para Jacarepaguá | Dados climatológicos para Jacarepaguá | Dados climatológicos para Jacarepaguá | Dados climatológicos para Jacarepaguá | Dados climatológicos para Jacarepaguá | Dados climatológicos para Jacarepaguá | Dados climatológicos para Jacarepaguá | Dados climatológicos para Jacarepaguá | Dados climatológicos para Jacarepaguá | Dados climatológicos para Jacarepaguá | Dados climatológicos para Jacarepaguá | Dados climatológicos para Jacarepaguá |
| Mês | Jan                                   | Fev                                   | Mar                                   | Abr                                   | Mai                                   | Jun                                   | Jul                                   | Ago                                   | Set                                   | Out                                   | Nov                                   | Dez                                   | Ano                                   |
| --- | ------------------------------------- | ------------------------------------- | ------------------------------------- | ------------------------------------- | ------------------------------------- | ------------------------------------- | ------------------------------------- | ------------------------------------- | ------------------------------------- | ------------------------------------- | ------------------------------------- | ------------------------------------- | ------------------------------------- |
| Temperatura máxima recorde (°C) | 40                                    | 39,1                                  | 39,1                                  | 36,5                                  | 36,8                                  | 35,2                                  | 34,7                                  | 36,8                                  | 38,5                                  | 38,2                                  | 39,1                                  | 39,9                                  | 40                                    |
| Temperatura máxima média (°C) | 32,7                                  | 32,8                                  | 31,9                                  | 30                                    | 27,6                                  | 26,9                                  | 26,1                                  | 27,4                                  | 27,7                                  | 28                                    | 29,2                                  | 31,1                                  | 29,2                                  |
| Temperatura média (°C) | 26,6                                  | 26,7                                  | 26,2                                  | 24                                    | 21,8                                  | 21                                    | 20,3                                  | 21,5                                  | 22,3                                  | 23,1                                  | 24,1                                  | 25,6                                  | 23,6                                  |
| Temperatura mínima média (°C) | 22,2                                  | 22,3                                  | 21,9                                  | 19,8                                  | 17,5                                  | 16,5                                  | 15,6                                  | 16,5                                  | 17,7                                  | 18,7                                  | 19,7                                  | 21,2                                  | 19,1                                  |
| Temperatura mínima recorde (°C) | 16,2                                  | 16,6                                  | 16,6                                  | 13,2                                  | 11                                    | 9,8                                   | 9,6                                   | 8                                     | 10,9                                  | 12,2                                  | 14                                    | 15,3                                  | 8                                     |
| Precipitação (mm) | 173,9                                 | 170,9                                 | 153,1                                 | 107,6                                 | 82,6                                  | 41,5                                  | 45,9                                  | 56,6                                  | 58,2                                  | 102,7                                 | 121,7                                 | 191,4                                 | 1 306                                 |
| Dias com precipitação (≥ 1 mm) | 12                                    | 9                                     | 9                                     | 9                                     | 8                                     | 6                                     | 5                                     | 5                                     | 7                                     | 11                                    | 11                                    | 13                                    | 105                                   |
| Umidade relativa (%) | 72,9                                  | 74,5                                  | 73,8                                  | 75,8                                  | 76,4                                  | 74,9                                  | 74,6                                  | 73,5                                  | 73,8                                  | 75,7                                  | 74,1                                  | 73,9                                  | 74,5                                  |
| Fonte: Instituto Nacional de Meteorologia (INMET) (normal climatológica de 1961-1990; recordes de temperatura de 01/01/1961 a 30/06/1977) |                                       |                                       |                                       |                                       |                                       |                                       |                                       |                                       |                                       |                                       |                                       |                                       |                                       |

## Estrutura
O bairro ainda é um dos maiores e mais importantes do município, com um dos metros quadrados que mais encarecem por ano. Nele estão localizados o antigo Autódromo Nelson Piquet (demolido), o Barra Music, a Escola SESC de Ensino Médio o Centro de Convenções do Rio, o Estádio Olímpico de Hóquei, o Hospital Sarah Kubitschek, a Jeunesse Arena, o Hotel Hilton, o Hotel Ramada, o Parque Aquático Maria Lenk, o Velódromo Municipal do Rio, o Parque dos Atletas, o Shopping Metropolitano, Vila Pan-Americana, Vila Olímpica do Rio de Janeiro, o condomínio Rio2, rua Aroazes e o condomínio Cidade Jardim. Se encontra no Bairro a Igreja Nossa Senhora da Penna, que pode ser vista de boa parte da baixada onde se encontra o Bairro.
O seu índice de desenvolvimento humano, no ano 2000, era de 0,769, o 104.º colocado entre 126 regiões analisadas na cidade do Rio de Janeiro. Sendo considerado baixo, porém esse índice já foi drasticamente defasado em função da rápida transição de bairro rural para bairro que o Jacarepaguá sofreu na última década; ganhou melhorias principalmente pelo setor privado.
No bairro, ficam ainda localizadas comunidades como Santa Maria e Teixeiras.